# Trichodrymonia
Trichodrymonia, rod iz porodice gesnerijevki rasprostranjen od južnog Meksika preko Srednje Amerike na jug do Perua (Kolumbija, Kostarika, Ekvador, Honduras, jugozapadni Meksiko, Panama, Peru, Venezuela), Pripada mu dvadesetdevet vrsta 
Dio je podtribusa Columneinae.

## Opis roda
Znakovi koji definiraju  trihodrimoniju su: (1) fakultativno epifitsko bilje; (2) listovi skupljeni u vršnu rozetu; (3) kestenjaste peteljke; (4) vjenčići oblika trube i povremeno hipocirtoidni (T. splendens, T. binata i T. hypocyrta); (5) prašnici goli s uzdužnom dehiscencijom; (6) parovi listova obično anizofilni i (7) plodovi su polumesnate kapsule. Članovi roda uglavnom rastu u podzemlju kišnih šuma na vlažnim padinama, obalama potoka ili na vlažnom kamenju ili balvanima.

## Vrste
1. Trichodrymonia alata (Kriebel) M.M.Mora & J.L.Clark
2. Trichodrymonia alba (Wiehler) M.M.Mora & J.L.Clark
3. Trichodrymonia apicaudata (M.M.Mora & J.L.Clark) M.M.Mora & J.L.Clark
4. Trichodrymonia aurea (Wiehler) M.M.Mora & J.L.Clark
5. Trichodrymonia binata (Wiehler) M.M.Mora & J.L.Clark
6. Trichodrymonia conferta (C.V.Morton) M.M.Mora & J.L.Clark
7. Trichodrymonia congesta Oerst.
8. Trichodrymonia darienensis (Seem.) M.M.Mora & J.L.Clark
9. Trichodrymonia erythropus (Hook.f.) M.M.Mora & J.L.Clark
10. Trichodrymonia flava (Wiehler) M.M.Mora & J.L.Clark
11. Trichodrymonia gibbosa (Wiehler) M.M.Mora & J.L.Clark
12. Trichodrymonia gigantea (Wiehler) M.M.Mora & J.L.Clark
13. Trichodrymonia hirta (L.E.Skog) M.M.Mora & J.L.Clark
14. Trichodrymonia hypocyrta (Wiehler) M.M.Mora & J.L.Clark
15. Trichodrymonia lacera (Wiehler) M.M.Mora & J.L.Clark
16. Trichodrymonia lineata (C.V.Morton) M.M.Mora & J.L.Clark
17. Trichodrymonia longipetiolata (Donn.Sm.) M.M.Mora & J.L.Clark
18. Trichodrymonia macrophylla (Wiehler) M.M.Mora & J.L.Clark
19. Trichodrymonia maguirei (Feuillet) M.M.Mora & J.L.Clark
20. Trichodrymonia metamorphophylla (Donn.Sm.) M.M.Mora & J.L.Clark
21. Trichodrymonia ommata (L.E.Skog) M.M.Mora & J.L.Clark
22. Trichodrymonia pedunculata (L.E.Skog) M.M.Mora & J.L.Clark
23. Trichodrymonia peltata (C.V.Morton) M.M.Mora & J.L.Clark
24. Trichodrymonia peltatifolia (J.L.Clark & M.M.Mora) M.M.Mora & J.L.Clark
25. Trichodrymonia sastrei (Wiehler) M.M.Mora & J.L.Clark
26. Trichodrymonia sericea (Wiehler) M.M.Mora & J.L.Clark
27. Trichodrymonia splendens (M.Freiberg) M.M.Mora & J.L.Clark
28. Trichodrymonia tylocalyx (Wiehler) M.M.Mora & J.L.Clark
29. Trichodrymonia ulei (Wiehler) M.M.Mora & J.L.Clark